# Andreea Ehritt-Vanc
Andreea Ehritt-Vanc (Timișoara, 6 de Outubro de 1973) é uma ex-tenista profissional romena.

## WTA Tour

### Duplas (2 títulos)
| Legenda           |
| Grand Slam        |
| WTA Championships |
| Tier I            |
| Tier II           |
| Tier III (1)      |
| Tier IV (1)       |

| N. | Data         | Torneio            | Piso   | Parceira                    | Oponentes                                     | Placar   |
| 1. | 21 Maio 2005 | Strasbourg, França | Saibro | Rosa María Andrés Rodríguez | Marta Domachowska Marlene Weingärtner         | 6–3, 6–1 |
| 2. | 6 Maio 2007  | Estoril, Portugal  | Saibro | Anastasia Rodionova         | Lourdes Domínguez Lino Arantxa Parra Santonja | 6–3, 6–2 |

### Duplas (4 vices)
| N. | Data          | Torneio               | Piso   | Parceira            | Oponentes                          | Placar           |
| 1. | 2 Maio 1999   | Bol, Croácia          | Saibro | Meghann Shaughnessy | Jelena Kostanić Michaela Paštiková | 5–7, 7–6(7), 2–6 |
| 2. | 22 Julho 2001 | Knokke-Heist, Bélgica | Saibro | Ruxandra Dragomir   | Virginia Ruano Pascual Magüi Serna | 4–6, 3–6         |
| 3. | 27 Maio 2006  | Strasbourg, França    | Saibro | Martina Müller      | Liezel Huber Martina Navratilova   | 2–6, 6–7(1)      |
| 4. | 20 Maio 2007  | Fes, Marrocos         | Saibro | Anastasia Rodionova | Vania King Sania Mirza             | 1–6, 2–6         |